# Новоолександрівка (Бериславський район)
Новоолекса́ндрівка — село в Україні, адміністративний центр Новоолександрівської сільської громади Бериславського району Херсонської області. Населення становить 1319 осіб.

## Географія
На північній околиці села бере початок річка Скотовата, у яку впадає річка Почтовата.

## Історичні факти
Неподалік села знаходяться залишки палацу родини Фальц-Фейнів.
До 1931 року село відносили до «Качкарівського району» (такий район ліквідовано 1931 року, більша його частина відійшла до розташованого південніше Бериславського району, Новоолександрівка перейшла до розташованого на північ Нововоронцовського району.

## Населення
Згідно з переписом УРСР 1989 року чисельність наявного населення села становила 1331 особа, з яких 636 чоловіків та 695 жінок.
За переписом населення України 2001 року в селі мешкало 1335 осіб.

### Мова
Розподіл населення за рідною мовою за даними перепису 2001 року:
| Мова       | Відсоток |
| ---------- | -------- |
| українська | 94,84 %  |
| російська  | 4,32 %   |
| молдовська | 0,15 %   |
| білоруська | 0,08 %   |
| вірменська | 0,08 %   |
| інші       | 0,53 %   |